# 艾瑞爾山
71°22′S 68°40′W / 71.367°S 68.667°W
艾瑞爾山（英語：Mount Ariel）是南極洲的山峰，位於亞歷山大一世島東部的天王星冰川北岸，屬於普拉尼特高地的一部分，處於阿托爾冰原島峰以東5公里，海拔高度1,250米，以天衛一命名。